# Tiếng Wales
Tiếng Wales (Cymraeg hay y Gymraeg, phát âm [kəmˈraiɡ, ə ɡəmˈraiɡ]) là một thành viên của nhóm ngôn ngữ Britton của ngữ tộc Celt. Nó được sử dụng tại Wales, vài vùng của Anh, và ở Y Wladfa (khu kiều dân Wales tại tỉnh Chubut, Argentina). Trước đây nó được biết tới trong tiếng Anh với các tên "the British tongue", "Cambrian", "Cambric" và "Cymric".
Điều tra dân số năm 2011 cho thấy có 3,1 triệu người định cư tại Wales. Trong số này, 73% (2,2 triệu) xác nhận rằng không biết tiếng Wales. 27% (837,000) dân số toàn Wales được sinh ra ngoài Wales. Trong số dân trên ba tuổi, 19% (562.000) có thể nói, và 77% trong số này biết cả đọc, viết, và nói (431.000 người – hay 15% dân số toàn Wales). Có thể so sánh với điều tra năm 2001, trong đó 20,8% dân số (582.000) nhận rằng có khả năng nói. Ước tính 110.000 tới 150.000 người nói tiếng Wales tại Anh.

## Lịch sử
Tiếng Wales xuất hiện vào khoảng thế kỷ 6, phát triển từ tiếng Britton Chung - tiền thân của tiếng Wales, tiếng Breton, tiếng Cornwall và tiếng Cumbria đã tuyệt chủng.
Lịch sử tiếng Wales có bốn giai đoạn được xác định, với ranh giới tương đối rõ: thời kỳ ngay sau khi tách ra khỏi tiếng Britton đôi khi được gọi là tiếng Wales nguyên thủy; sau đó là thời kỳ tiếng Wales cổ, kéo dài từ thế kỷ 9 đến thế kỷ 12. Thời Tiếng Wales trung đại nối tiếp và kéo dài đến thế kỷ 14, rồi thì thời tiếng Wales hiện đại bắt đầu.
Cái tên Welsh xuất phát từ một từ của người Anglo-Saxon, nghĩa là "tiếng nói ngoại quốc" (Walha). Nội danh của tiếng Wales là Cymraeg ("Wales" là Cymru).

## Phân bố địa lý

Phân bố của tiếng Wales tại Wales theo thống kê 2011.